# Hua, Anyang
Hua, tidigare känt som Hwahsien, är ett härad som lyder under Anyangs stad på prefekturnivå i Henan-provinsen i centrala Kina. Det ligger omkring 120 kilometer nordost om provinshuvudstaden Zhengzhou.
Pagoden i Mingfu-templet (Mingfu si ta 明福寺塔), som är belägen i häradet, tillhör sedan 2001 en officiell lista över skyddade monument i Folkrepubliken Kina.
1. ↑  http://www.geohive.com/cntry/cn-41.aspx